# Yuliya Biryukova
Yuliya Biryukova (em russo: Юлия Сергеевна Бирюкова; Oblast de Kursk, 17 de março de 1985) é uma esgrimista russa de florete que conquistou quatro medalhas em mundiais (três pratas e um bronze) e três medalhas em europeus (duas pratas e um bronze).

## Carreira
Biryukova começou na esgrima em 1994, aos seis anos de idade em sua terra natal, Kurchatov. Ela conquistou uma medalha de prata no evento por equipes no Campeonato Mundial Junior de 2003, em Trapani. No ano seguinte, ganhou uma medalha de ouro por equipes e uma medalha de bronze no individual, em Plovdiv. Ela também ganhou a medalha de ouro na Universíada de Verão de 2007, em Bangkok.
Na categoria sênior, Biryukova subiu em seu primeiro pódio na temporada 2008-09, quando conquistou uma medalha de prata do Grande Prêmio de Gdańsk, seguida por uma medalha de bronze na etapa de Havana da Copa do Mundo de Esgrima. Ela conquistou uma medalha de prata por equipes no campeonato europeu de Plovdiv. No Campeonato Mundial de Antália, ela foi derrotada nas quartas de final pela colega de equipe Aida Shanayeva, esta última acabou conquistando a medalha de ouro. No evento por equipes, a Rússia perdeu para a Itália na final e ficou com a medalha de prata. Biryukova terminou a temporada no oitavo lugar, melhor desempenho de sua carreira.
Biryukova conquistou uma medalha de bronze no evento individual e uma medalha de prata por equipes na Universíada de Verão de 2011, e outra prata por equipes na edição de 2013. No mesmo ano, ela ganhou uma medalha de bronze por equipes no Campeonato Mundial em Budapeste. Na temporada de 2013-14, ela conquistou seu primeiro grande título individual com uma medalha de bronze no Campeonato Europeu de Esgrima de 2014, em Estrasburgo. Ela conquistou sua terceira medalha de prata por equipes no mundial de 2015, em Moscou.